# القانون التايلاندي

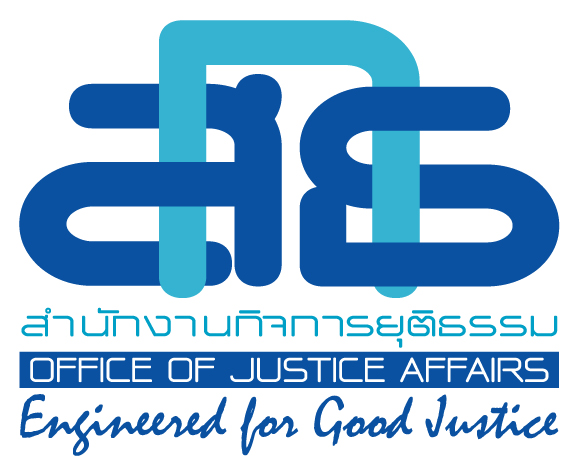
مكتب شؤون العدالة وزارة العدل

تستند قوانين تايلاند إلى القانون المدني، ولكنها تأثرت كذلك بالقانون العام والنظم القانونية العالمية.